# Дубоа (окръг, Индиана)
Окръг Дубоа (на английски: Dubois County) е окръг в щата Индиана, Съединени американски щати. Площта му е 1127 km², а населението е 43 637 души (1 април 2020). Административен център е град Джаспър.